# Hurikán Wilma
Hurikán Wilma je nejintenzivnější zaznamenanou bouří v oblasti Atlantského oceánu, a třetí nejintenzivnější zaznamenanou bouří vůbec, po tajfunu Tip (západní Pacifik, 1979) a hurikánu Patricia (východní Pacifik, 2015). Hurikán byl součástí mimořádně aktivní Atlantické hurikánové sezóny 2005, která přinesla tři z deseti nejintenzivnějších hurikánů v historických záznamech, spolu s Wilmou (#1) šlo o hurikány Rita (#4) a Katrina (#7). Wilma byla dvacátou první tropickou bouří sezóny, třináctým hurikánem a čtvrtým hurikánem, který dosáhl kategorie 5 na Saffir–Simpsonově stupnici. Šlo o druhou nejničivější bouři sezóny, po hurikánu Katrina, který zdevastoval New Orleans.
Wilma se zformovala 15. října 2005 jako bezejmenná tropická deprese v Karibském moři nedaleko Jamajky. Systém se pohyboval směrem na západ. O dva dny později zintenzivnil na tropickou bouři, která se prudce stočila k jihu a dostala jméno Wilma. Wilma pokračovala v zesilování a 18. října dosáhla síly hurikánu. Krátce nato nastala fáze rychlé intenzifikace, kdy během pouhých 24 hodin Wilma zesílila na hurikán stupně 5 s přetrvávajícími větry o síle až 295 km/h. Poté začala mírně zeslabovat. Mezi 20. a 21. říjnem zasáhla mexický poloostrov Yucatán, v době vstupu nad pevninu dosahovaly přetrvávající větry stále rychlosti kolem 240 km/h. v době vstupu do Mexického zálivu zeslábla Wilma na hurikán stupně 2. Zamířila na severovýchod a opět sílila, 24. října byla znovu překlasifikována na hurikán stupně 3. Krátce nato Wilma zasáhla jižní Floridu. Během přechodu přes poloostrov zeslábla na stupeň 2, ale v Atlantském oceánu opět zintenzivnila na stupeň 3. Zde minula Bahamy a postupovala na severovýchod. 26. října definitivně zeslábla u pobřeží Nového Skotska na mimotropickou cyklónu.
Wilma několikrát vstoupila nad pevninu, největší škody napáchala na poloostrově Yucatán, na Kubě a na Floridě. Vyžádala si nejméně 62 mrtvých a škody byly vyčísleny na 27,4 miliardy dolarů, z toho 19 miliard dolarů ve Spojených státech. Po hurikánu Wilma nastalo neobvykle dlouhé období, kdy se velké hurikány (stupeň 3 a výše) vyhýbaly pobřeží Spojených států. Až po více než 11 letech, v srpnu 2017, ukončil tuto "dobu klidu" hurikán Harvey, který zasáhl Texas.